# 126e méridien ouest
En géographie, le 126e méridien ouest est le méridien joignant les points de la surface de la Terre dont la longitude est égale à 126° ouest.

## Géographie

### Dimensions
Comme tous les autres méridiens, la longueur du 126e méridien correspond à une demi-circonférence terrestre, soit 20 003,932 km. Au niveau de l'équateur, il est distant du méridien de Greenwich de 14 026 km,.
Avec le 54e méridien est, il forme un grand cercle passant par les pôles géographiques terrestres.

### Régions traversées
En commençant par le pôle Nord et descendant vers le sud au pôle Sud, Le 126e méridien ouest passe par:
| Coordonnées           | Pays, territoire ou mer | Notes |
| --------------------- | ----------------------- | --- |
| 90° 00′ N, 126° 00′ O | Océan Arctique          | |
| 75° 52′ N, 126° 00′ O | Mer de Beaufort         | |
| 71° 59′ N, 126° 00′ O | Canada                  | Territoires du Nord-Ouest — sur environ 1 km, point le plus occidental de l'Île Banks (Cap Kellett)                                                                        |
| 71° 58′ N, 126° 00′ O | Golfe d'Amundsen        | |
| 69° 25′ N, 126° 00′ O | Canada                  | Territoires du Nord-Ouest Yukon — à partir de 60° 49′ N, 168° 00′ O Colombie-Britannique — à partir de 60° 00′ N, 126° 00′ O, le continent, Île de Vancouver et Île Vargas |
| 49° 09′ N, 126° 00′ O | Océan Pacifique         | |
| 60° 00′ S, 126° 00′ O | Océan Austral           | |
| 73° 06′ S, 126° 00′ O | Antarctique             | Liste des territoires non revendiqués |